# Dumb Blonde (песня Долли Партон)
«Dumb Blonde» (с англ. — «Глупая блондинка») — песня, записанная американской певицей Долли Партон. Она была выпущена как сингл 14 ноября 1966 года, а позднее попала на её дебютный студийный альбом Hello, I’m Dolly, релиз которого состоялся в 1967 году. Автором песни стал Кёрли Путман, продюсером выступил Фред Фостер.
Это была первая песня Долли, попавшая в чарт Billboard Hot Country Singles, она поднялась до 24 места.
Положительные отзывы песне дали такие издания как Billboard, Cashbox и Record World.
В 2018 году для фильма «Пышка» Партон перезаписала песню совместно с Мирандой Ламберт.

## Чарты
| Чарт (1967)                       | Пиковая позиция |
| --------------------------------- | --------------- |
| США (Billboard Hot Country Songs) | 24              |